# 妮芙·查理斯
妮芙·露伊絲·查理斯（英語：Niamh Louise Charles；1999年6月21日—）是一名英格蘭職業足球員，司職左閘，現時效力女子英超球會車路士，並代表英格蘭參加國際比賽。

## 球會生涯

### 早年生涯
查理斯於維拉爾長大，並在鄰近男子青年球會西卻比黃蜂（West Kirby Wasps）開始足球生涯。她在14歲時分別參與了利物浦和愛華頓的試訓，最終選擇加盟利物浦的青訓學院。

### 利物浦
2016年4月，當時僅16歲的查理斯在對陣新特蘭的比賽中上演生涯地標戰。她在2016賽季表現出色，在季後獲西北足球獎（Northwest Football Awards）提名女子明日之星獎項。

### 車路士
在利物浦於2019–20賽季降班後，查理斯轉投英女超球隊車路士，簽約三年。儘管查理斯在青年隊和利物浦時主要擔任前鋒，車路士領隊把新加盟的查理斯改造為一名閘位球員。她在新球隊的首賽季即贏得本土三冠王，並隨隊晉身歐洲女子聯賽冠軍盃決賽。查理斯在對陣巴塞罗那的決賽中正選上陣，為兩隊之中最年輕的正選球員，但車路士最終以4–0不敵對手，屈居亞軍。
2024年1月，車路士宣布與查理斯續約至2027年。

## 國家隊生涯

### 青年隊
查理斯曾效力英格蘭的U17、U19、U20梯隊。
查理斯在2016年歐洲女子U17國家盃外圍賽期間共為英格蘭射入六球。在2016年歐洲女子U17國家盃中，她以四個入球並列賽事銅靴獎，包括在對陣挪威的季軍戰中梅開二度，協助球隊以2–1勝出。英格蘭憑着季軍的成績獲得參與2016年國際足協U-17女子世界盃的資格，查理斯在該比賽中為英格蘭上陣四次。

### 成年隊
2020年9月，查理斯首次獲英格蘭徵召，參與成年隊的訓練營。
2021年4月9日，查理斯在對陣法國的友誼賽中上演國家隊地標戰，在半場後入替。同年5月27日，查理斯入選英國女子奧林匹克足球隊參與2020年東京奧運會的候補名單。及後奧委會修改賽例，參賽名單由18名球員增至22名球員，令查理斯等候補球員得以參與賽事。
2022年5月17日，查理斯獲選入英格蘭的2022年歐洲女子足球錦標賽初選名單，但落選一個月後公佈的最終名單。同年11月，英格蘭足總為紀念女子隊的首場比賽50週年，向所有曾代表英格蘭的女球員分配一個榮譽號碼，其中卡達獲分配為第220號。
2023年5月31日，查理斯入選英格蘭的2023年國際足協女子世界盃參賽名單。她在賽事期間為球隊上陣兩次，包括在小組賽對陣中國的6-1勝仗首次在世界盃上陣，以及在對陣澳洲的四強勝仗中後備上陣。

## 生涯統計

### 球會
最後更新：2023年11月26日
| 效力球會 | 球季     | 聯賽     | 聯賽 | 聯賽 | 國家盃賽 | 國家盃賽 | 聯賽盃賽 | 聯賽盃賽 | 歐洲賽 | 歐洲賽 | 其他 | 其他 | 總計 | 總計 |
| 效力球會 | 球季     | 聯賽     | 上陣 | 入球 | 上陣     | 入球     | 上陣     | 入球     | 上陣   | 入球   | 上陣 | 入球 | 上陣 | 入球 |
| -------- | -------- | -------- | ---- | ---- | -------- | -------- | -------- | -------- | ------ | ------ | ---- | ---- | ---- | ---- |
| 利物浦   | 2016     | 女子英超 | 8    | 0    | 0        | 0        | 1        | 0        | —      | —      | —    | —    | 9    | 0    |
| 利物浦   | 2017     | 女子英超 | 7    | 0    | 1        | 0        | —        | —        | —      | —      | —    | —    | 8    | 0    |
| 利物浦   | 2017–18  | 女子英超 | 11   | 3    | 0        | 0        | 3        | 0        | —      | —      | —    | —    | 14   | 3    |
| 利物浦   | 2018–19  | 女子英超 | 9    | 1    | 0        | 0        | 1        | 0        | —      | —      | —    | —    | 10   | 1    |
| 利物浦   | 2019–20  | 女子英超 | 13   | 2    | 2        | 1        | 4        | 3        | —      | —      | —    | —    | 19   | 6    |
| 利物浦   | 總計     | 總計     | 48   | 6    | 3        | 1        | 9        | 3        | —      | —      | —    | —    | 60   | 10   |
| 車路士   | 2020–21  | 女子英超 | 13   | 1    | 4        | 1        | 4        | 1        | 8      | 0      | 1    | 0    | 30   | 3    |
| 車路士   | 2021–22  | 女子英超 | 20   | 1    | 5        | 1        | 3        | 0        | 4      | 0      | —    | —    | 32   | 2    |
| 車路士   | 2022–23  | 女子英超 | 21   | 4    | 5        | 0        | 3        | 0        | 10     | 0      | —    | —    | 39   | 4    |
| 車路士   | 2023–24  | 女子英超 | 8    | 1    | 0        | 0        | 0        | 0        | 2      | 1      | —    | —    | 10   | 2    |
| 車路士   | 總計     | 總計     | 62   | 7    | 14       | 2        | 10       | 1        | 24     | 1      | 1    | 0    | 111  | 11   |
| 生涯總計 | 生涯總計 | 生涯總計 | 110  | 13   | 17       | 3        | 19       | 4        | 24     | 1      | 1    | 0    | 171  | 21   |

1. ↑  於英格蘭女子社區盾（英语：Women's FA Community Shield）上陣。

### 國家隊
最後更新：2023年12月5日
| 代表國家隊 | 年份 | 上陣 | 入球 |
| ---------- | ---- | ---- | ---- |
| 英格蘭     | 2021 | 2    | 0    |
| 英格蘭     | 2022 | 2    | 0    |
| 英格蘭     | 2023 | 9    | 0    |
| 總計       | 總計 | 13   | 0    |

## 榮譽

### 國家隊
英格蘭
- 國際足協女子世界盃亞軍：2023[24]
- 南美洲-歐洲女子冠軍盃（英语：Women's Finalissima）：2023（英语：2023 Women's Finalissima）[25]
- 盃：2022（英语：2022 Arnold Clark Cup）[26]、2023（英语：2023 Arnold Clark Cup）[27]

### 球會
車路士
- 英格蘭女子超級聯賽：2020–21（英语：2020–21_FA_WSL）、2021–22（英语：2021–22_FA_WSL）、2022–23（英语：2022–23_FA_WSL）
- 英格蘭女子足總盃：2020–21（英语：2020–21 Women's FA Cup）[28]、2021–22（英语：2021–22 Women's FA Cup）[29]、2022–23（英语：2022–23 Women's FA Cup）[30]
- 英格蘭女子聯賽盃（英语：FA Women's League Cup）：2020–21（英语：2020–21 FA Women's League Cup）[31]
- 歐洲女子聯賽冠軍盃亞軍：2020–21[7]

## 外部連結
- 妮芙·查理斯 – FIFA國際賽競賽紀錄 (存檔)
- 妮芙·查理斯－UEFA國際賽競賽紀錄